# Myrmicaria tigreensis
Myrmicaria tigreensis är en myrart som först beskrevs av Guerin-meneville 1849.  Myrmicaria tigreensis ingår i släktet Myrmicaria och familjen myror. Inga underarter finns listade i Catalogue of Life.